# ノベルティ

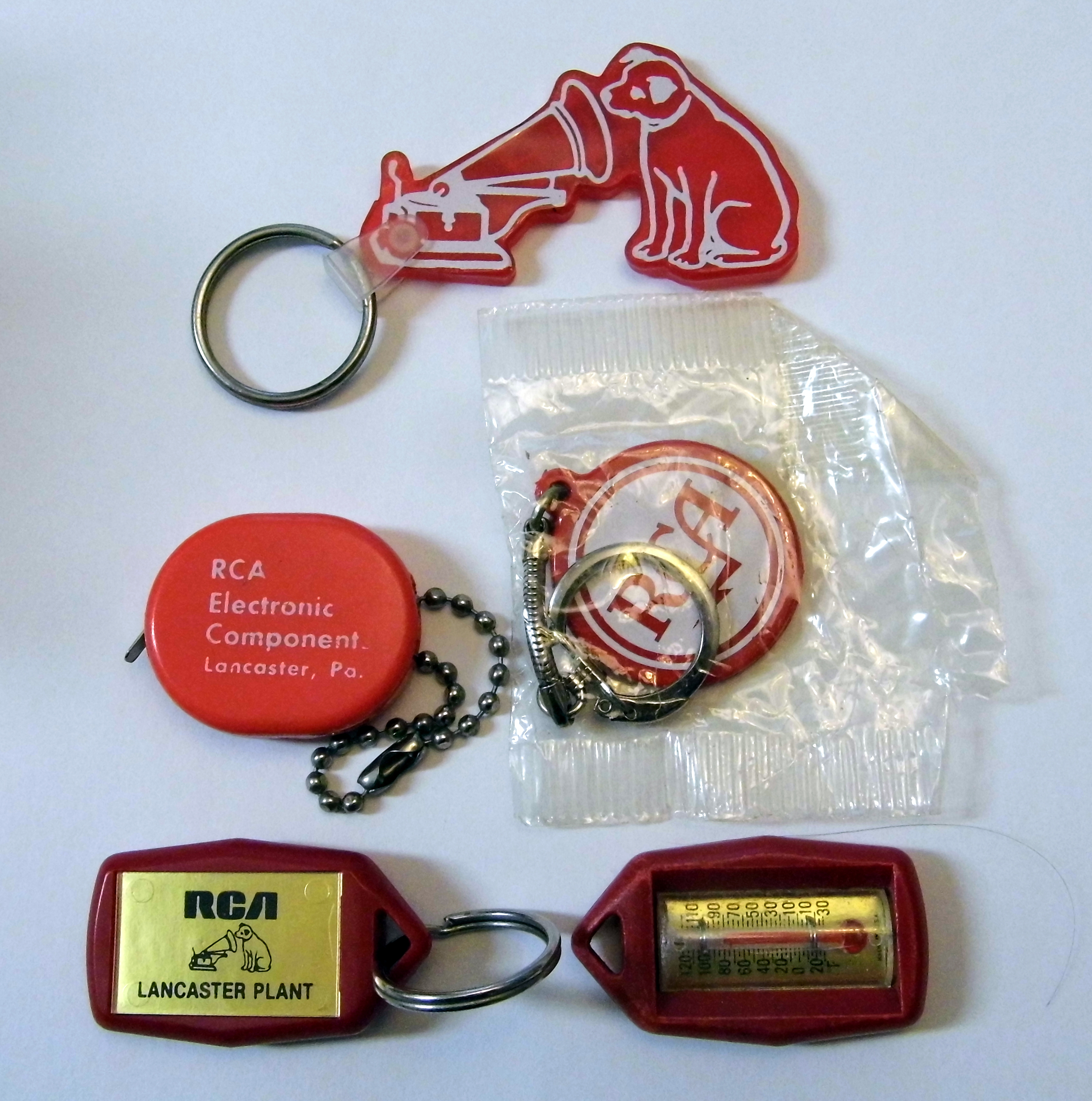
RCA社が配布したノベルティ

ノベルティ（novelty item）は自己宣伝・商品宣伝のため個人・団体が無料配布する記念品。「ノベルティアイテム」「ノベルティグッズ」などとも表現する。

## 概要
ノベルティは、消費者が商品を購入する際などに伴い贈られる物である。ただしマーケティング業界において、「ノベルティ」はあくまで広告を目的として配布されるものとされており、購入者への特典として配布される「プレミアム」とは区別されている。品物は、企業や製品のブランド名が入った実用品が多く、携帯ストラップやキーホルダーといった小物、あるいはカレンダーやマウスパッドなど、その形態は多様である。
ノベルティを媒体とした、マスコミを使用しない広告を「スペシャリティ広告（特殊広告）」という。
ノベルティは市販品と違って配布チャネルが限定されており、さらには元々生産数を絞った限定品であるものも多く、中にはそれだけのために商品開発から始めることもあるなど、実用性だけでなく希少性によって消費者への魅力を高めて商品の販促につなげる試みがなされている。またテレビ・ラジオ番組等では投稿や番組収録への協力の謝礼品として配布されることもあり、昨今ではそれをイベントや放送局の売店や提携ショップなどで販売する例も多く、放送局の番組以外の収益として注目されることもある。
ノベルティは販売促進の一環として行われ、消費者に対して企業や製品の存在を身近に感じてもらうことを目的とする。しかし、消費者がノベルティによって商品・サービスを選ぶようになると、質の良くない商品や価格の高いものを買わされて不利益を受けてしまうおそれがある。このような不利益を消費者が受けることがないように、ノベルティの最高額、総額などは不当景品類及び不当表示防止法（景品表示法）により制限されている。

### ノベルティアイス
ノベルティアイスとは、廉価なアイスクリームの事である。高級アイスである「プレミアムアイス」と対比される。このように、日本のマーケティング業界において「ノベルティ」が「廉価品」という意味で使われる場合もある。

### 英単語「novelty」

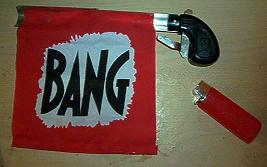
撃つと旗が出るピストルと、押すと水が出るライター

英語の「novelty」は、ラテン語の「novus」（英語の「new」に相当）に由来する言葉で、 「目新しい、斬新な」などの意味を持つ言葉である。またそこから派生して、「珍奇な」「見慣れない」などの意味でも使われる。現代では、さらにそこから派生して「変なおもちゃ」「ジョークグッズ」「よく解らないお土産」などの意味でも使われており、その中に「企業の広告を入れたアイテム」も含まれている。ただし、「メーカーがくれた変なお土産」ではなく「メーカーが販促の為に頒布した商品」という観点からでは、普通は「販促品」（en:Promotional merchandise）という。

## コレクターズアイテムとして
ノベルティは、一部の好事家にはコレクターズアイテムとしても人気を博している。ノベルティは主にキャンペーンやイベントで添付・配布される「非売品」であり市販されておらず、元々の入手経路が特殊である。また製造メーカーにオリジナルとして特注された希少品も存在することから、収集が難しいという側面がある。そのためプレミアムな価値が付くこともある。
例としては「煙草の定番銘柄発売○周年を記念して限定生産され、愛用者キャンペーンでプレゼントされた銘柄ロゴ入りのオイルライターのZippo」や、ボトルキャップブームを創り出したペプシコーラの首掛けノベルティ等がある。なおZippoでは起業当初から「ヴェスト・ポケット・コンタクト」と題したノベルティとしての戦略により、多様な製品が存在している（→ジッポー#沿革）。
ほかに人気が過熱した事例として、特定のアイドルが起用されたテレホンカードや、コンシューマーゲーム機用ゲームソフトがある。
テレホンカードは市販品を含め、トレーディングカードの一種として収集・交換・転売がブームとなった時期があり、希少なものや人気の高いものは、度数にかかわらず、取引価格が数十万円に達した。

### ノベルティのゲーム
1980年代から1990年代にかけて、企業がノベルティグッズとしてゲームソフトを作ることが流行した。味の素の『もと子ちゃんのワンダーキッチン』（1993年）や日清食品の『U.F.O.仮面ヤキソバン ケトラーの黒い陰謀』（1994年）といった、完全なオリジナル作品として企画製作されたものや、永谷園の『帰ってきたマリオブラザーズ』（1988年）など、市販品の特別バージョンを提供したものなどがある。
特に日清食品は1993年から1995年にかけて『U.F.O.』の大掛かりなキャンペーンを行い、1994年のキャンペーンでは「ヤキソバン一輪車」「ヤキソバン変身寝袋」などとともに、非売品のスーパーファミコン用ゲームソフト「UFO仮面ヤキソバン」をノベルティとして応募者にプレゼントした。当時はスーパーファミコンの流行がピークであったこともあり、最盛期には中古市場で数万円前後のプレミアム価格を記録したとされる。
なお『UFO仮面ヤキソバン』はあまりの人気から、キャンペーン終了から数か月後にプレゼント版から若干手直しされた市販版が発売されて、中古価格が暴落した。